# Stalltjärnen, Härjedalen
Stalltjärnen är en sjö i Härjedalens kommun i Härjedalen och ingår i Ljusnans huvudavrinningsområde.